# Tropea
Tropea (Trapeia en llatí i Τράπεια en grec antic, en català medieval Turpia) és una ciutat italiana de 6.212 habitants (31/12/2019) situada a la província de Vibo Valentia, a Calàbria, un dels municipis més petits d'Itàlia en superfície terrestre.

## Història
La història de Tropea s'inicia en l'època romana, quan al llarg de la seva costa Sext Pompeu va ser derrotat per Juli Cèsar. Al sud de Tropea, els romans havien construït un port comercial, prop de Santa Domenica, a Formicoli (paraula que deriva del Fòrum d'Hèrcules), esmentat per Plini i Estrabó.
Es diu que va ser fundada per Hèrcules, que tornat d'Espanya (Columnes d'Hèrcules), es va situar a la Costa dels Déus i, segons aquesta llegenda, Tropea va esdevenir en un dels Ports d'Hèrcules.
Degut a la seva posició característica de terrassa sobre el mar, Tropea va tenir un paper important, tant a l'època romana com a la romana d'Orient; moltes són les restes deixades pels romans d'Orient, com l'Església de Tropea en un promontori o les muralles de la ciutat. La ciutat va ser conquerida als romans d'Orient pels normands, després d'un llarg setge. Amb aquests va continuar prosperant, igual que sota el govern de la Corona d'Aragó. Als voltants s'han trobat tombes d'origen anterior a la Magna Grècia.

## Llocs d'interès

### La Catedral
És un edifici de planta basilical amb tres naus amb pilars prismàtics falques de pedra i policromada, com és tradicional en el romànic sicilià-normand. Es va construir en el segle xii sobre un antic cementiri romà d'Orient.
Va ser restaurada en diverses ocasions degut a l'activitat sísmica de la zona i als incendis. A principis del s.XX la restauració la va deixar amb el seu estil arquitectònic original.
Són moltes les llegendes que parlen de l'edifici, com la que explica la història de les dues bombes que no van explotar, presents a l'entrada com a prova de la protecció de la Verge de Tropea.

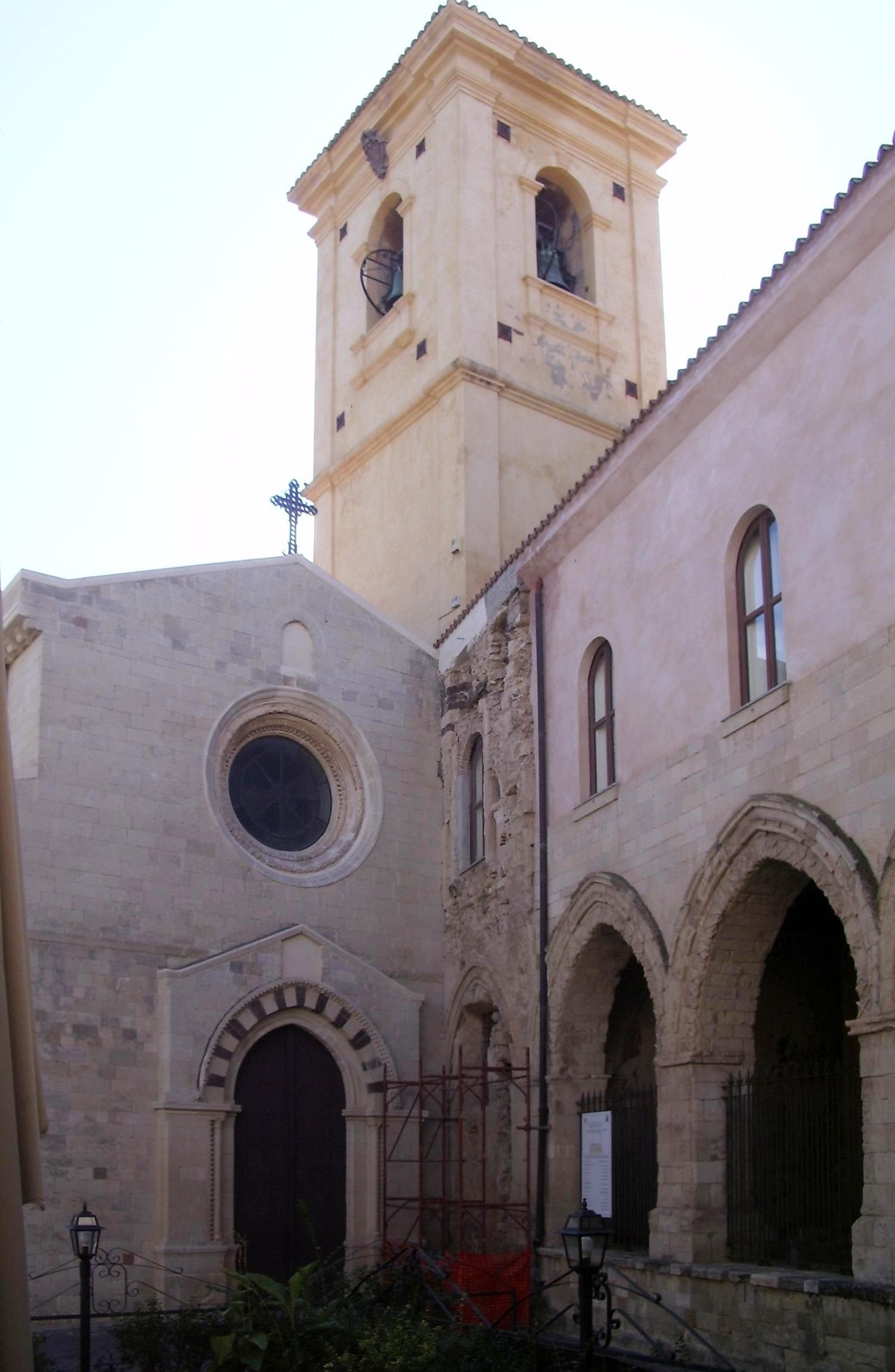
Catedral

Exterior: A l'entrada principal hi ha dos portals gòtics de pedra tufàcia, inclinats respecte a la planta
El costat esquerre hi ha un altre portal, de proporcions més reduïdes que el portal principal, precedida de quatre esglaons i coronat amb una escultura de pedra que reprodueix la pintura de la Verge de Romania.
La zona absidal exterior mostra les tres absis, amb arcs decoratius de pedra tufàcia groga i pedra de lava que reprodueix l'estructura primitiva.

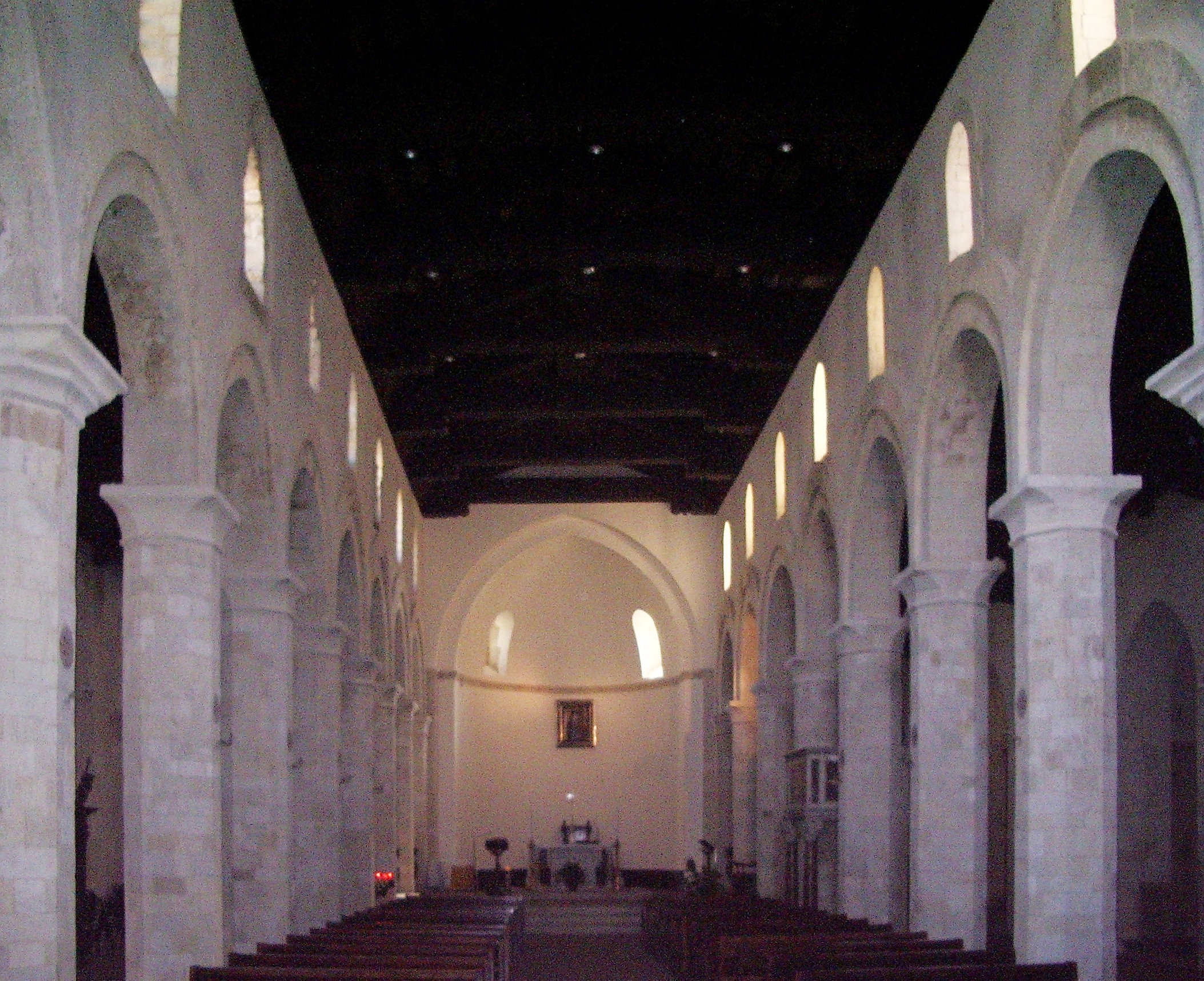
Catedral

Interior: Sobre l'altar major, es troba la icona de la Mare de Romania, patrona de la ciutat. La imatge, de l'escola de Giotto, està realitzat sobre una fusta de cedre al segle xiii que ha estat restaurada diverses vegades al llarg del temps, amb l'addició de quatre àngels als costats. Té forma rectangular a la part superior on originalment era circular.
També es troba una l'estàtua de marbre de Carrara de la Verge de la Llibertat del segle xvii, descansant sobre un pedestal de marbre del s.XVI de l'escola toscana, amb querubins alats i el Bon Jesús donant la benedicció.
Igualment trobam la Madonna del Popolo, una estàtua de marbre de cos sencer de Fra Giovanni Agnolo del Montorsoli, un seguidor de Miquel Àngel, esculpida en 1555.
Sota el púlpit, de marbre policromat del s.XVIII, hi ha un baix relleu de marbre del s.XIII representant la Nativitat.
També hi ha un alt relleu renaixentista, en marbre, de la Resurrecció de Jesús, atribuït a l'escola de Gagini del segle xviii. Igual que un crucifix de fusta d'estil espanyol i d'autor desconegut.
Per la nau dreta s'accedeix a la Capella del Sagrament, coronada per una cúpula amb pintures del segle xviii, pertanyent al taller de Grimaldi i representant el martiri de Santa Domenica, màrtir tropeana víctima de la persecució de Dioclecià. A la mateixa nau es troba un monument funerari en marbre, on hi ha les tombes la família Cazetta del segle xvi.
També hi ha la capella de la família Gallupp, de 1599.

### Santuari benedictí de Santa Maria de l'Illa

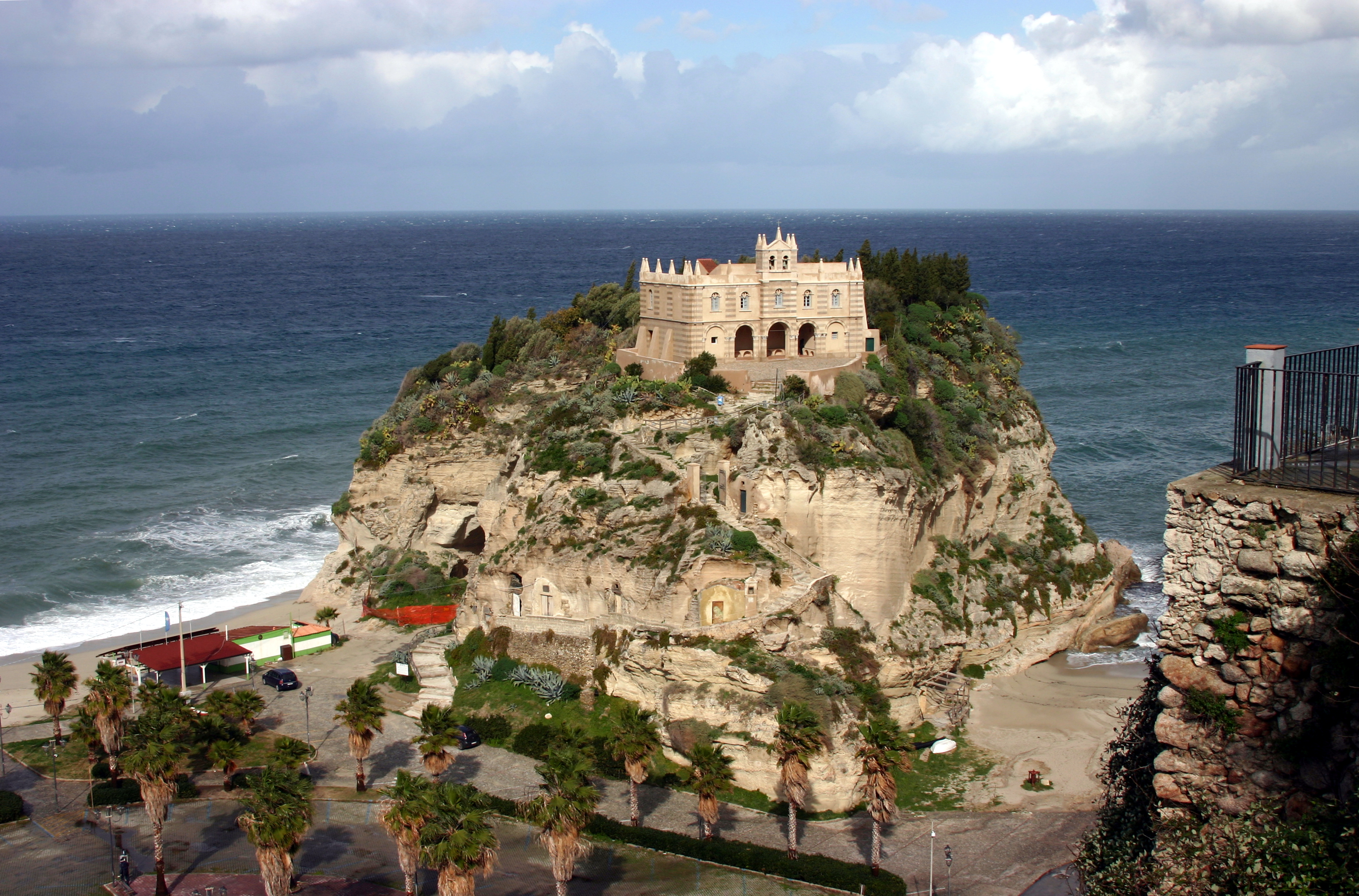
Santa Maria de l'Illa

Aquest santuari sorgeix en un escull davant del poble.
L'església és d'origen medieval i l'abadia pertany a la congregació casinense de l'orde benedictí tal com s'indica en els panells de les portes de bronze, per encàrrec de l'abat de Montecasino Desiderio, més tard nomenat papa amb el nom de Víctor III.
A pesar de les modificacions arquitectòniques sofertes durant l'humanisme encara es deixen veure característiques de l'arquitectura romana d'Orient de l'alta edat mitjana. Aquest fet confirma que l'origen de l'església es deu a una petita comunitat monàstica basiliana.
La presència d'aquesta comunitat, juntament amb el ritu grec, varen començar a desaparèixer quan varen arribar el benedictins casinenses.
A l'església s'accedeix per una escalinata excavada en la roca. Aquesta es va acabar al segle xix. Abans s'accedia per una rampa. Prop d'aquesta rampa hi havia, excavada, una església rupestre dedicada a San Leonardo, que juntament amb altres coves, es van convertir en magatzems on els pescadors guardaven els aparells de pesca.
A l'interior de l'església ens trobam amb tres tombes medievals, una al centre de l'església; una altra de la qual només queda la làpida tallada en relleu, amb una figura de l'Ecce Homo i dues figures femenines; de la tercera, romana d'Orient, només en queden fragments.
Les darreres reformes són conseqüència del terratrèmol de 1783, de la construcció de l'escalinata i del terratrèmol de 1905.

### Palaus
Al centre històric ens trobam amb palaus del segle xvii i xviii, entre l'estreta Via Boiano i Largo Galluppi, enfilats en un penya-segat amb vista sobre la platja dels quals podem destacar entre altres coses els seus portals.
Alguns d'aquests palaus disposen de grans dipòsits excavats a la roca, que utilitzaven per emmagatzemar el gra provinent de Monte Poro, i a poc a poc es va anant transformant en dipòsits d'argila que era transportada en vaixells que amarraven al penya-segat.
- Palazzo Iannelli - D'Aquino: Està situat a Largo Duomo, té una estructura harmònica i equilibrada amb motllures de terracota i balcons amb barana de "pit d'oca".

- Palazzo Braghò: Està situat a Via Boiano i té una bell portal barroc de granit. L'edifici va ser parcialment reconstruït el 1921 amb estructura i elements de formigó armat en estil art nouveau.[2]

- Palazzo Cesareo: Es troba a la Via Dardano. També podem destacar el seu portal i els balcons amb barana de "pit d'oca" amb mènsules esculpides.

- Palazzo Naso: Es troba a la Piazza Ercole

- Palazzo Barone: Es troba a la Piazza Ercole.

- Palazzo Toraldo: Està situat a Largo San Michele. Hi ha dues entrades molt grosses que condueixen a passadissos il·luminats, escales adossades i soterranis, famós per haver-se trobat un cubiculum cristià i un recull dels primers epígrafs cristians, que semblen ser els únics existents del cristianisme primitiu a Calàbria.

- Palazzo Giffone: Està situat a Largo Galluppi, es va construir al segle xix i és un edifici en reformes. És un edifici del segle xix amb pati neoclàssic.

- Palazzo D'Aquino: Està ubicat a la via d'Aquino (davant de l'Església de Jesús). En aquest palau va néixer el filòsof Pasquale Galuppi (a la façana hi ha una placa commemorativa). El portal condueix a un gran hall amb escala lateral, cobert amb una volta de canó. En aquest hall està pintat l'escut d'armes de la família Aquino.

- Sedile della Nobiltà: Es troba a la Piazza Ercole. És un edifici del s.XVIII amb un escut d'armes de marbre a la façana.

El Corso Vittorio Emanuele és el lloc ideal per passejar, amb les seves botigues, tallers artesanals, cafès i restaurants i des d'on es gaudeix d'un esplèndid panorama.
També es pot visitar el museu privat d'antics oficis de Calàbria i de màquines automàtiques.